# 山根春衛

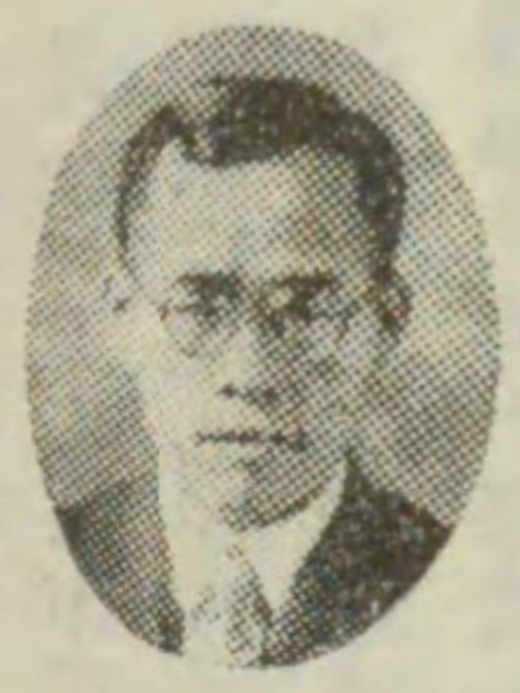
山根春衛（1931年以前）

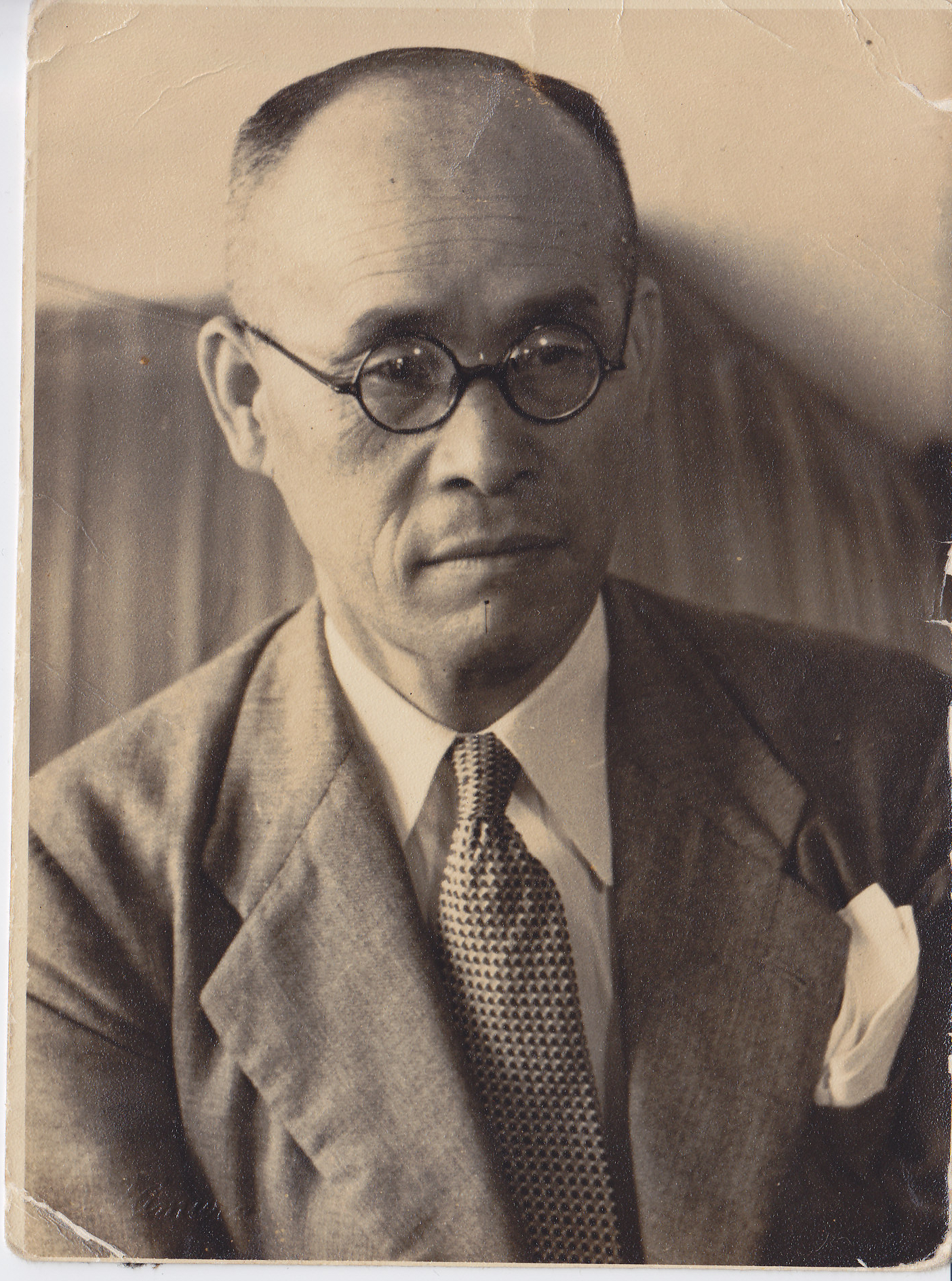
山根春衛

山根 春衛（やまね はるえ、1897年4月 - 1981年2月25日）は、日本の実業家。栃木県下都賀郡瑞穂村大字土与（現・栃木市大平町土与）出身。大正海上火災保険（現在の三井住友海上火災保険）の社長を務めた。

## 来歴
1917年3月に栃木中学校を卒業し、東京商科大学に入学。在学中は中国・南洋各地を旅行視察し、1921年7月卒業、大正海上火災保険に入社して東京本店勤務。1927年2月、社命を受けて欧米各国の保険事業を研究するため出張、1929年5月に帰国して大阪支店長代理を務める。1945年4月に取締役、翌1946年6月に常務取締役、さらに翌1947年5月に社長に就任する。
1957年5月に藍綬褒章を受章した。1958年には日本損害保険協会会長に就任し、1962年6月まで務めた。
1964年には三井鉱山の非常勤取締役となる（当時大正海上火災会長）。
1967年3月に朝日土地興業の社長に就任する。朝日土地興業は船橋ヘルスセンターを経営していたが、山根の社長就任前年となる1966年11月決算期から赤字に転落しており、山根は1969年10月23日に社長として三井不動産への合併契約（合併は1970年4月1日付）に調印した。
1981年2月25日、腎不全により三井記念病院で死去（83歳没）。